# Verquières
Verquières est une commune française, située dans le département des Bouches-du-Rhône en région Provence-Alpes-Côte d'Azur. Ses habitants sont appelés les Verquiérois.

## Géographie
Elle est située dans la basse plaine alluviale de la Durance, en rive gauche, près de sa confluence avec le Rhône.
Elle était traversée par la route nationale 7, aujourd'hui route départementale 7N.

### Climat
Pour des articles plus généraux, voir Climat de Provence-Alpes-Côte d'Azur et Climat des Bouches-du-Rhône.
En 2010, le climat de la commune est de type climat méditerranéen franc, selon une étude du Centre national de la recherche scientifique s'appuyant sur une série de données couvrant la période 1971-2000. En 2020, Météo-France publie une typologie des climats de la France métropolitaine dans laquelle la commune est exposée à un climat méditerranéen et est dans la région climatique Provence, Languedoc-Roussillon, caractérisée par une pluviométrie faible en été, un très bon ensoleillement (2 600 h/an), un été chaud (21,5 °C), un air très sec en été, sec en toutes saisons, des vents forts (fréquence de 40 à 50 % de vents > 5 m/s) et peu de brouillards.
Pour la période 1971-2000, la température annuelle moyenne est de 14,1 °C, avec une amplitude thermique annuelle de 17,5 °C. Le cumul annuel moyen de précipitations est de 648 mm, avec 5,9 jours de précipitations en janvier et 2,4 jours en juillet. Pour la période 1991-2020, la température moyenne annuelle observée sur la station météorologique de Météo-France la plus proche, « Eyragues », sur la commune d'Eyragues à 6 km à vol d'oiseau, est de 15,2 °C et le cumul annuel moyen de précipitations est de 631,8 mm. 
La température maximale relevée sur cette station est de 42,2 °C, atteinte le 28 juin 2019 ; la température minimale est de −9,9 °C, atteinte le 2 mars 2005,,.
Les paramètres climatiques de la commune ont été estimés pour le milieu du siècle (2041-2070) selon différents scénarios d'émission de gaz à effet de serre à partir des nouvelles projections climatiques de référence DRIAS-2020. Ils sont consultables sur un site dédié publié par Météo-France en novembre 2022.

## Urbanisme

### Typologie
Au 1er janvier 2024, Verquières est catégorisée bourg rural, selon la nouvelle grille communale de densité à 7 niveaux définie par l'Insee en 2022.
Elle appartient à l'unité urbaine d'Avignon, une agglomération inter-régionale dont elle est une commune de la banlieue,. Par ailleurs la commune fait partie de l'aire d'attraction d'Avignon, dont elle est une commune de la couronne,. Cette aire, qui regroupe 48 communes, est catégorisée dans les aires de 200 000 à moins de 700 000 habitants,.

### Occupation des sols
L'occupation des sols de la commune, telle qu'elle ressort de la base de données européenne d’occupation biophysique des sols Corine Land Cover (CLC), est marquée par l'importance des territoires agricoles (93,6 % en 2018), une proportion sensiblement équivalente à celle de 1990 (94 %). La répartition détaillée en 2018 est la suivante : 
cultures permanentes (85,9 %), zones agricoles hétérogènes (7,7 %), zones urbanisées (6,4 %). L'évolution de l’occupation des sols de la commune et de ses infrastructures peut être observée sur les différentes représentations cartographiques du territoire : la carte de Cassini (XVIIIe siècle), la carte d'état-major (1820-1866) et les cartes ou photos aériennes de l'IGN pour la période actuelle (1950 à aujourd'hui).

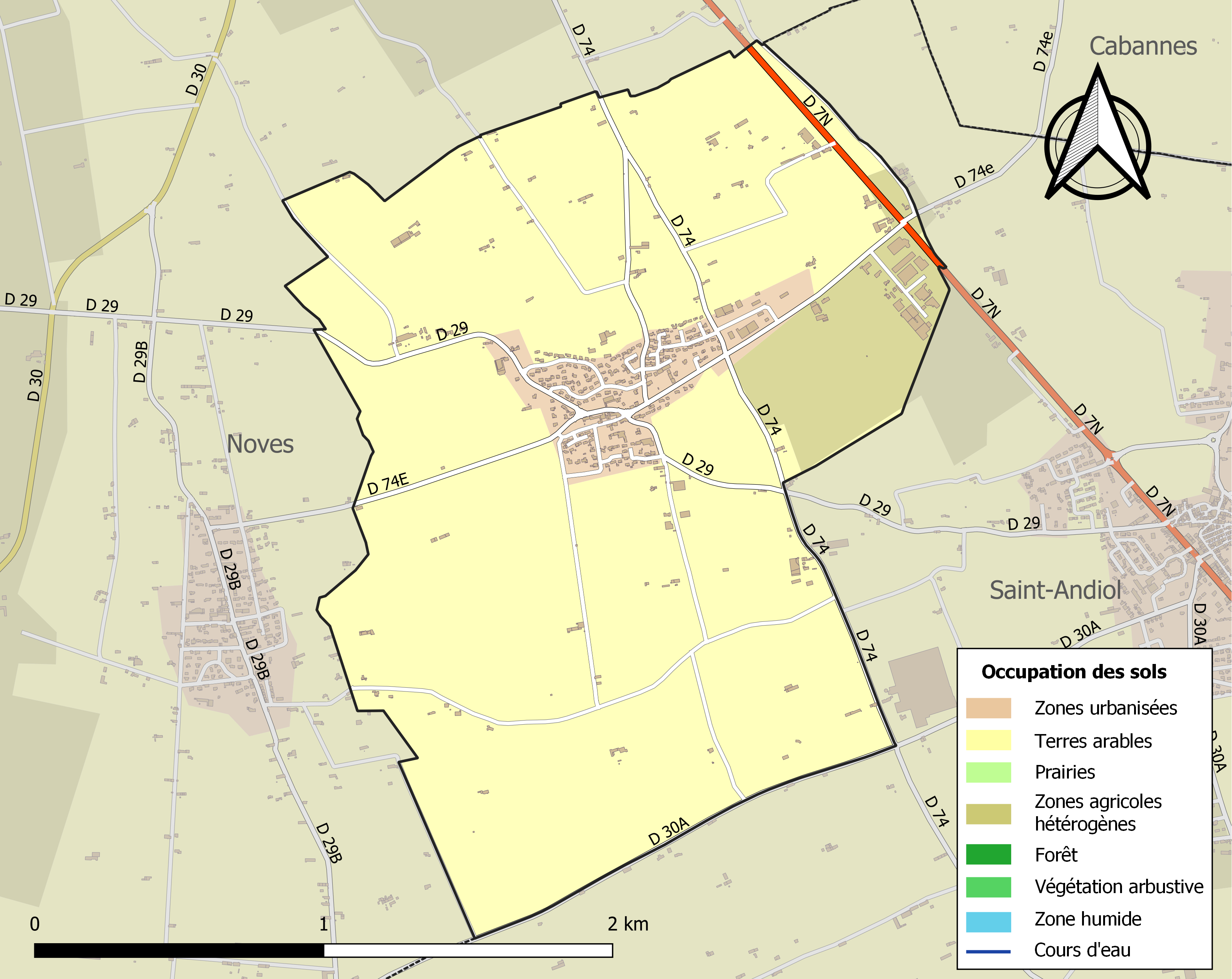
Carte des infrastructures et de l'occupation des sols de la commune en 2018 (CLC).

## Histoire
C'est vers le milieu du XIIe siècle à l'époque où la seigneurie relevait des évêques d'Avignon que Verquières a été bâtie. La paroisse fut supprimée à la Révolution et rattachée à Saint-Andiol, puis rétablie en 1841.
Petit village situé dans la plaine maraîchère de la Durance constitué de mas typiques, d'un château des Jésuites ainsi que de l'église Saint-Vérédème, fortifiée au XIVe siècle et agrandie au XIXe.
À visiter également : une tour carrée et massive servant de clocher, ses marques de tâcherons, sa nef voûtée en berceau brisé, son abside semi-circulaire, ses contreforts couronnés d'échauguettes, ainsi que l'oratoire Saint-Gens où l'on se rendait jadis en procession pour la pluie.
Il existe également de très belles croix en fer forgé, très ouvragées elles sont dues à la dextérité du révérend père Roy qui fut curé de la commune de 1876 à 1894.
Enfin, on peut admirer un magnifique pigeonnier et une surprenante pyramide encadrant l'entrée du domaine de Beauplan situé à la sortie du village, route d'Eyragues.

## Politique et administration
| Période                                  | Période  | Identité                  | Étiquette | Qualité                                                                                         |
| ---------------------------------------- | -------- | ------------------------- | --------- | ----------------------------------------------------------------------------------------------- |
| Les données manquantes sont à compléter. |          |                           |           |                                                                                                 |
| 1973                                     | 2001     | Charles Beltramo          | ...       | ...                                                                                             |
| mars 2001                                | En cours | Jean-Marc Martin-Teissère | UMP-LR    | Agriculteur, président (2015-2020), puis 1er vice-président (2020- ) de la CA Terre de Provence |

## Population et société

### Démographie

#### Évolution démographique
L'évolution du nombre d'habitants est connue à travers les recensements de la population effectués dans la commune depuis 1793. Pour les communes de moins de 10 000 habitants, une enquête de recensement portant sur toute la population est réalisée tous les cinq ans, les populations de référence des années intermédiaires étant quant à elles estimées par interpolation ou extrapolation. Pour la commune, le premier recensement exhaustif entrant dans le cadre du nouveau dispositif a été réalisé en 2006.

En 2022, la commune comptait 775 habitants, en évolution de −6,17 % par rapport à 2016 (Bouches-du-Rhône : +2,48 %, France hors Mayotte : +2,11 %).
| 1793 | 1800 | 1806 | 1821 | 1831 | 1836 | 1841 | 1846 | 1851 |
| ---- | ---- | ---- | ---- | ---- | ---- | ---- | ---- | ---- |
| 74   | 83   | 76   | 104  | 110  | 109  | 120  | 133  | 152  |

| 1856 | 1861 | 1866 | 1872 | 1876 | 1881 | 1886 | 1891 | 1896 |
| ---- | ---- | ---- | ---- | ---- | ---- | ---- | ---- | ---- |
| 169  | 171  | 195  | 195  | 212  | 209  | 184  | 206  | 189  |

| 1901 | 1906 | 1911 | 1921 | 1926 | 1931 | 1936 | 1946 | 1954 |
| ---- | ---- | ---- | ---- | ---- | ---- | ---- | ---- | ---- |
| 216  | 242  | 252  | 247  | 260  | 268  | 272  | 281  | 278  |

| 1962 | 1968 | 1975 | 1982 | 1990 | 1999 | 2006 | 2011 | 2016 |
| ---- | ---- | ---- | ---- | ---- | ---- | ---- | ---- | ---- |
| 296  | 335  | 316  | 508  | 654  | 801  | 786  | 815  | 826  |

| 2021 | 2022 | - | - | - | - | - | - | - |
| ---- | ---- | - | - | - | - | - | - | - |
| 790  | 775  | - | - | - | - | - | - | - |

Malgré une faible population, la densité est importante du fait de la faible superficie de la commune.

#### Pyramide des âges
La population de la commune est plus âgée que celle du département. En 2020, le taux de personnes d'un âge inférieur à 30 ans s'élève à 32,4 %, soit un taux inférieur à la moyenne départementale (35,0 %). Le taux de personnes d'un âge supérieur à 60 ans (29,6 %) est supérieur au taux départemental (26,6 %).
En 2020, la commune comptait 401 hommes pour 404 femmes, soit un taux de 50,19 % de femmes, inférieur au taux départemental (52,25 %).
Les pyramides des âges de la commune et du département s'établissent comme suit :
| Hommes | Classe d’âge | Femmes |
| ------ | ------------ | ------ |
| 0,2    | 90 ou +      | 1,0    |
| 7,5    | 75-89 ans    | 7,9    |
| 21,8   | 60-74 ans    | 20,8   |
| 23,2   | 45-59 ans    | 19,9   |
| 14,5   | 30-44 ans    | 18,4   |
| 13,1   | 15-29 ans    | 12,0   |
| 19,6   | 0-14 ans     | 20,0   |

| Hommes | Classe d’âge | Femmes |
| ------ | ------------ | ------ |
| 0,8    | 90 ou +      | 1,9    |
| 7,6    | 75-89 ans    | 9,8    |
| 16,2   | 60-74 ans    | 17,2   |
| 19,7   | 45-59 ans    | 19,5   |
| 18,8   | 30-44 ans    | 18,6   |
| 18,4   | 15-29 ans    | 16,9   |
| 18,6   | 0-14 ans     | 16,1   |

### Manifestations culturelles et festivités
- Festival Horizons Décalés, organisé annuellement depuis 2010 par l'association Handivers Horizons[18] : cette manifestation permet la promotion d'artistes touchés par le handicap et donc "autrement valides". Les œuvres présentées permettent aux visiteurs d'avoir un regard nouveau sur le handicap. L'évènement se déroule sur trois jours et propose un week-end culturel diversifié : des spectacles vivants (théâtre, cirque...), concerts (chansons françaises, blues, reggae...), expositions (sculptures, peintures, photographies, dessins...), mais aussi des écrits, du cinéma et des débats. Le but est de combattre les préjugés et d'encourager l'intégration et la mixité à travers la culture, en ravissant les sens des visiteurs et ce, dans une ambiance conviviale et chaleureuse.

### Cultes
Les paroisses catholiques de Cabannes, Eygalières, Mollégès, Orgon, Plan-d'Orgon, Saint-Andiol, Saint-Rémy-de-Provence et Verquières sont regroupées dans l'unité pastorale de Saint-Rémy-de-Provence.

## Économie
Les principales activités de Verquières, étant donné sa situation géographique privilégiée, sont les cultures maraîchères et fruitières.

## Culture locale et patrimoine

### Lieux et monuments
- Église Saint-Vérédème de Verquières, et notamment son clocher,  Inscrit MH (1926)[20].

### Personnalités liées à la commune
- Jean Moulin y séjourna durant son enfance[21].
- Benoît-Joseph Labre, canonisé en 1881 sous le nom de Saint-Benoît Joseph Labre, séjourna dans la commune[21].

### Héraldique
| Armes de Verquières | Les armes peuvent se blasonner ainsi : D'argent à une aiguière de sinople. |